# Frenchy (album de Thomas Dutronc)
Albums de Thomas Dutronc
Live is Love
(2018) Dutronc & Dutronc
(2022)
Frenchy est le quatrième album studio de Thomas Dutronc, publié le 19 juin 2020. C'est un album constitué exclusivement de reprises.
Une nouvelle édition enrichie de sept nouveaux titres dont six duos, sort le 4 décembre 2020.

## Liste des chansons
| No  | Titre                                                       | Paroles                                  | Musique                                | Durée |
| --- | ----------------------------------------------------------- | ---------------------------------------- | -------------------------------------- | ----- |
| 1.  | C'est si bon (trio avec Iggy Pop et Diana Krall)            | André Hornez (fr), Jerry Seelen (en)     | Henri Betti                            | 03:23 |
| 2.  | La Vie en rose (duo avec Billy Gibbons)                     | Édith Piaf (fr), Mack David (en)         | Louiguy                                | 03:46 |
| 3.  | Plus je t'embrasse                                          | Max François (adaptation)                | Ben Ryan (en)                          | 02:51 |
| 4.  | Playground Love (duo avec Youn Sun Nah)                     | Thomas Mars                              | Nicolas Godin et Jean-Benoît Dunckel   | 04:13 |
| 5.  | Petite Fleur                                                | Fernand Bonifay                          | Sidney Bechet                          | 04:11 |
| 6.  | Un homme et une femme (duo avec Stacey Kent)                | Pierre Barouh                            | Francis Lai                            | 02:59 |
| 7.  | Beyond the Sea (La Mer)                                     | Charles Trenet (fr), Jack Lawrence (en)  | Charles Trenet                         | 04:06 |
| 8.  | Get Lucky                                                   | Nile Rodgers et Pharrell Williams        | Nile Rodgers et Pharrell Williams      | 04:04 |
| 9.  | Minor Swing                                                 |                                          | Django Reinhardt et Stéphane Grappelli | 02:22 |
| 10. | All For You (Nuages)                                        | Jacques Larue (fr), Tony Bennett (en)    | Django Reinhardt                       | 04:30 |
| 11. | If You Go Away (Ne me quitte pas) (duo avec Haley Reinhart) | Jacques Brel (fr), Rod McKuen (en)       | Jacques Brel                           | 03:15 |
| 12. | Autumn Leaves (Les Feuilles mortes)                         | Jacques Prévert (fr), Johnny Mercer (en) | Joseph Kosma                           | 04:05 |
| 13. | My Way (Comme d'habitude)                                   | Gilles Thibaut (fr), Paul Anka (en)      | Claude François et Jacques Revaux      | 04:38 |
| 14. | The Good Life (La Belle Vie) (duo avec Jeff Goldblum)       | Jean Broussolle (fr), Jack Reardon (en)  | Sacha Distel                           | 03:42 |

Titres bonus de l'édition de décembre 2020 :
| No  | Titre                                                  | Paroles          | Musique              | Durée |
| --- | ------------------------------------------------------ | ---------------- | -------------------- | ----- |
| 15. | La Dernière Séance (en duo avec Eddy Mitchell)         | Eddy Mitchell    | Pierre Papadiamandis | 4:42  |
| 16. | Le Petit Jardin (en duo avec Jacques Dutronc)          | Jacques Lanzmann | Jacques Dutronc      | 4:22  |
| 17. | Le Premier Bonheur du jour (en duo avec Clara Luciani) | Frank Gérald     | Jean Renard          | 1:48  |
| 18. | Partir quand même (en duo avec Étienne Daho)           | Françoise Hardy  | Jacques Dutronc      | 3:32  |
| 19. | Ces petits riens (en duo avec Jane Birkin)             | Serge Gainsbourg | Serge Gainsbourg     | 3:55  |
| 20. | Il y avait des arbres (en duo avec Philippe Katerine)  | Charles Trenet   | Charles Trenet       | 3:22  |
| 21. | Sésame (live à La Cigale)                              | Thomas Dutronc   | Thomas Dutronc       | 5:18  |

## Musiciens
- Rocky Gresset : guitare
- Éric Legnini : piano
- Thomas Bramerie : contrebasse
- Denis Benarrosh : batterie

## Clips vidéos
- C'est si bon, le 17 janvier
- La Vie en rose, le 14 février
- Plus je t'embrasse, le 6 mars
- Playground Love, le 24 mars
- The Good Life (La Belle Vie), le 12 juin
- Get Lucky, le 24 juillet
- Un homme et une femme, le 26 mai 2021